# جاش جیمز (خواننده)
جاش جیمز (به انگلیسی: Josh James) (زاده ۲۷ نوامبر ۱۹۹۰) خواننده انگلیسی است.
او در مسابقه آواز یوروویژن ۲۰۱۰ نماینده بریتانیا بود.